# Reichardia gaditana
Reichardia gaditana es una planta fanerógama, de la familia de las  Compuestas.

## Etimología
- Reichardia: Dedicado a Johann Jakob Reichard (1743-1782), botánico, micólogo, briólogo, pteridólogo, y algólogo alemán, editor de varias obras de Carlos Linneo.

- gaditana: epíteto Latín que se refiere a la ciudad de Cádiz, en Andalucía, cuyo nombre antiguo era Gades.

## Descripción
Hierba bienal o perenne, erecta, de 30 a 60 cm y ramificada. Especie de color verde azulado y es lampiña. Las hojas son algo correosas y presentan dientes blandos en los márgenes. Los capítulos son muy llamativos, ya que están compuestos de florecitas amarillas y magenta. Las escamas del involucro son anchas y con un margen membranáceo y ondlado. El fruto está adornado por un vilano de pelos escabroso. Es similar a Reichardia tingitana, pero sus hojas carecen de verrugas blancas y sus brácteas involucrales son más largas, de 15-22 mm (no 10-15mm).

## Distribución y hábitat
En la península ibérica, oeste de España y Portugal. Hábitats costeros rocosos y arenosos.

## Citología
Número de cromosomas de Reichardia gaditana (Fam. Compositae) y táxones infraespecíficos

n=8; 2n=16.

## Sinonimia
- Picridium gaditanum Willk.[4]